# Accurso di Cremona
Accurso di Cremona (Cremona, ... – Sicilia, 1337) è stato uno scrittore italiano.
Si hanno sue notizie tra il 1321 e il 1337, data presunta di morte. È famoso per aver tradotto il Libro dello storico latino Valerio Massimo Factorum et dictorum memorabilium libri IX con il titolo di Libru di Valeriu Maximu translatatu in vulgar messinisi.
| Controllo di autorità | VIAF (EN) 89500749 · SBN MILV044208 · BAV 495/40613 |